# ارنست وارطانیان
ارنست وارطانیان (ارمنی: Էռնեստ Վարդանյան؛ انگلیسی: Ernest Vardanean) زادهٔ ۱۱ مهٔ ۱۹۸۰، روزنامه‌نگار و دانشمند علوم سیاسی اهل ارمنستان است که هم اکنون در منطقهٔ ترانس‌نیستریا مولداوی زندگی می‌کند.

## زندگی‌نامه
وی از والدینی به نام‌های آرتور وارطانیان و تامارا شاقولیان در ۱۱ مهٔ ۱۹۸۰ در ایروان به دنیا آمد و از دانشگاه دولتی مولداوی فارغ‌التحصیل شد.  او یک خواهر به نام ماریام دارد.